# Cloverdale (New Mexico)
|  | Dieser Artikel wurde aufgrund von inhaltlichen Mängeln auf der Qualitätssicherungsseite des Projektes USA eingetragen. Hilf mit, die Qualität dieses Artikels auf ein akzeptables Niveau zu bringen, und beteilige dich an der Diskussion! Eine nähere Beschreibung der zu behebenden Mängel fehlt. |

Cloverdale ist eine Siedlung ("populated place") im äußersten Südwesten des US-Bundesstaates New Mexico im Hidalgo County unweit der Grenze zu Mexiko im Süden und dem benachbarten US-Bundesstaat Arizona im Westen.